# Lucía de Jos y Gutiérrez
Lucía de Jos y Gutiérrez (Madrid, ca. 1576 - 1642) va ser una hisendada castellana, considerada un model de virtut i pietat catòlica.
Nascuda a Madrid, era filla de Baltasar de Jos i de María Gutiérrez, naturals i veïns de la vila, i germana del clergues regulars Juan i Francisco de Jos. Educada en un ambient religiós, és coneguda per haver estat una dona virtuosa i pietosa al llarg de la seva vida, que des de la infància va exercir sempre la caritat amb els pobres. Va estar casada, i en esdevenir vídua va dedicar el seu temps a l'estudi de les virtuts. Va morir el 1642 als 66 anys, hom afirma que va morir en opinió de santedat, atesa la vida retirada i virtuosa que havia tingut com a vídua. En el seu testament va deixar tots els seus béns, que segons sembla eren molts, incloent els mobles i altres ítems d'un oratori, al seu germà Juan perquè els dediqués a la finalització i millora de l'església i col·legi de San Carlos de Salamanca, pertanyent a l'orde dels seus germans, i que va quedar amb una important renda fins i tot després de la seva finalització per al seu sosteniment anual. Jos es va fer enterrar inicialment al col·legi de Santo Tomás de Madrid, però després les seves despulles es van traslladar a l'església de San Carlos que havia finançat, concretament a la capella de Santa Agnès.